# Giuseppe Aurelio
Giuseppe Aurelio (Bracciano, 22 marzo 2000) è un calciatore italiano, difensore dello Spezia.

## Caratteristiche tecniche
Ha iniziato a giocare a calcio come attaccante, prima di essere arretrato al ruolo di terzino da Francesco Turrini, suo tecnico nella formazione Primavera del Sassuolo. Di piede mancino, è dotato di un gran tiro dalla distanza, oltre ad avere un'ottima struttura fisica.

## Carriera
Cresciuto nel settore giovanile del Sassuolo, il 3 settembre 2020 si trasferisce in prestito al Cesena, con cui inizia la carriera professionistica; poco impiegato con i bianconeri, il 20 gennaio 2021 passa all'Imolese. Il 15 luglio seguente si trasferisce, sempre a titolo temporaneo, al Gubbio, terminando tuttavia anzitempo la stagione per un grave infortunio alla spalla.
L'8 luglio 2022 viene ceduto a titolo definitivo al Pontedera, con cui firma un biennale
Dopo un'eccellente prima parte di stagione, con ben quattro reti segnate, il 31 gennaio 2023 viene acquistato per 250 mila euro dal Palermo, con cui si lega fino al 2027.
Il 15 luglio 2024 passa in prestito con diritto di riscatto allo Spezia, in Serie B. Dopo aver collezionato 30 presenze e quattro reti in campionato, contribuendo così al raggiungimento della finale dei play-off (poi persa contro la Cremonese), il 23 giugno 2025 l'esterno viene ufficialmente riscattato dagli Aquilotti, con cui firma un contratto triennale.

## Statistiche

### Presenze e reti nei club
Statistiche aggiornate al 9 febbraio 2025.
| Stagione        | Squadra         | Campionato      | Campionato | Campionato | Coppe nazionali | Coppe nazionali | Coppe nazionali | Coppe continentali | Coppe continentali | Coppe continentali | Altre coppe | Altre coppe | Altre coppe | Totale | Totale |
| Stagione        | Squadra         | Comp            | Pres       | Reti       | Comp            | Pres            | Reti            | Comp               | Pres               | Reti               | Comp        | Pres        | Reti        | Pres   | Reti   |
| --------------- | --------------- | --------------- | ---------- | ---------- | --------------- | --------------- | --------------- | ------------------ | ------------------ | ------------------ | ----------- | ----------- | ----------- | ------ | ------ |
| 2020-gen. 2021  | Cesena          | C               | 5          | 0          | -               | -               | -               | -                  | -                  | -                  | -           | -           | -           | 5      | 0      |
| gen.-giu. 2021  | Imolese         | C               | 18+2       | 2          | -               | -               | -               | -                  | -                  | -                  | -           | -           | -           | 20     | 2      |
| 2021-2022       | Gubbio          | C               | 17         | 1          | CI-C            | 1               | 0               | -                  | -                  | -                  | -           | -           | -           | 18     | 1      |
| 2022-gen. 2023  | Pontedera       | C               | 23         | 4          | CI-C            | 3               | 1               | -                  | -                  | -                  | -           | -           | -           | 26     | 5      |
| gen.-giu. 2023  | Palermo         | B               | 9          | 1          | CI              | -               | -               | -                  | -                  | -                  | -           | -           | -           | 9      | 1      |
| 2023-2024       | Palermo         | B               | 26+1       | 1          | CI              | 0               | 0               | -                  | -                  | -                  | -           | -           | -           | 27     | 1      |
| Totale Palermo  | Totale Palermo  | Totale Palermo  | 35+1       | 2          |                 | 0               | 0               |                    | -                  | -                  |             | -           | -           | 36     | 2      |
| 2024-2025       | Spezia          | B               | 14         | 2          | CI              | 1               | 0               | -                  | -                  | -                  | -           | -           | -           | 15     | 2      |
| Totale carriera | Totale carriera | Totale carriera | 112+3      | 11         |                 | 5               | 1               |                    | -                  | -                  |             | -           | -           | 120    | 12     |